# Tyson Fury
Tyson Luke Fury (Manchester, 12 augustus 1988) is een Brits bokser in het zwaargewicht. Op 28 november 2015 werd hij wereldkampioen zwaargewicht (WBA, IBF, WBO, IBO) door 
Wladimir Klitschko te verslaan. Op 22 februari 2020 werd hij wereldkampioen zwaargewicht (WBC) door Deontay Wilder te verslaan. Hij werd door zijn vader vernoemd naar de bokser Mike Tyson.

## Amateurcarrière
Vanwege zijn Travellers-achtergrond kwam Tyson Fury in de amateurs niet alleen uit voor Engeland, maar ook voor Ierland. Hij won een bronzen medaille op het WK bij de jeugd in 2006. In 2008 probeerde hij zich te plaatsen voor de Olympische Spelen. Hij verloor echter van David Price in de kwalificatiewedstrijden. Hij wilde niet vier jaar wachten op de volgende Spelen en stapte over naar de profs.

## Profcarrière

### Begin carrière
Op 8 december 2008 maakte Fury zijn profdebuut. Hij versloeg de Hongaar Bela Gyongyosi op TKO in de eerste ronde. In zijn achtste gevecht won hij de Engelse zwaargewichttitel.
Op 23 juli was het eerste gevecht tussen Dereck Chisora en Fury. Beiden waren op dat moment nog ongeslagen. Fury won overtuigend op punten.
Op 28 september 2013 zou het gevecht tussen Fury en David Haye moeten plaatsvinden. Engeland was in de ban van het gevecht tussen de twee beste zwaargewichten van het land. Een week voor het gevecht sloeg echter het noodlot toe. Haye raakte geblesseerd tijdens de training. Hij liep een snee op boven zijn oog en het gevecht werd uitgesteld tot 8 februari 2014. Ook dit gevecht viel in het water. Haye kampte met een schouderblessure en moest geopereerd worden. Fury was dusdanig gefrustreerd dat hij op Twitter officieel verklaarde te stoppen met boksen.
Fury kwam snel op zijn beslissing terug en 27 juli zou de rematch tegen Chisora plaatsvinden. Op de persconferentie gebruikte Fury scheldwoorden en ongepast taal, wat hem een boete van de Britse boksbond opleverde. Het gevecht werd echter uitgesteld vanwege een handblessure van Chisora en werd verplaatst naar 29 november 2014. In de persconferentie voor dit gevecht nam Fury plaats met ducttape over zijn mond. Het gevecht tussen de twee werd gedomineerd door Fury. Na 10 ronden gaf Chisora op.

### Wereldtitel
Op 24 oktober 2015 zou het gevecht tussen Fury en Volodymyr Klytsjko plaatsvinden. Het gevecht werd uitgesteld tot 28 november 2015 vanwege een kuitblessure van Klitschko. Het gevecht vond plaats in Düsseldorf. Na 12 ronden werd Fury unaniem verkozen op punten als winnaar. Op 9 juli 2016 zal er een rematch plaatsvinden tussen Fury en Klitschko in Manchester.
Wegens een blessure van Fury (enkel) werd dit gevecht uitgesteld en zou worden verplaatst naar 29 oktober van dat jaar. Echter deze werd ook afgezegd vanwege het positief bevinden van Fury (cocaine gebruik). Enkele weken nadat hij positief werd getest op cocaïne gebruik schrijft hij in een verklaring dat het "goed en eerlijk" is voor de sport als andere boksers de mogelijkheid hebben om voor de titels te vechten. Fury heeft besloten zijn wereldtitels in het zwaargewicht van de WBO en WBA af te staan. "Ik won de titels in de ring en ik geloof dat ze moeten worden verloren in de ring, maar ik ben op dit moment niet in staat om ze te verdedigen", aldus Fury.

### Comeback en rivaliteit met Deontay Wilder
Na een onderbreking van meer dan twee jaar, kondigde Fury op een persconferentie in het voorjaar van 2018 zijn comeback aan . Zijn onderbreking had naar eigen zeggen te doen met zijn labiele mentale toestand, maar deze wist hij op te lossen door afstand te nemen van de sport. In 2018 kwam hij terug in de sport en versloeg hij twee challengers naar opmaat met het gevecht met de WBC kampioen in het zwaargewicht, de Amerikaanse "bronze bomber" Deontay Wilder. Dit belangrijke gevecht tussen twee ongeslagen boksers (record van Fury: 27-0-0 en record van Wilder: 40-0-0) vond plaats op 1 december 2018. Fury maakte in dit gevecht indruk met zijn bokskwaliteiten tegen Wilder, maar viel desondanks twee keer op het canvas. De eerste keer overduidelijk onschuldig, maar de tweede keer viel Fury in de twaalfde ronde achterover op zijn rug na een harde combinatie van Wilder. Dit leidde tot een vreugdedansje van Wilder. Desondanks stond Fury tot ieders verbazing enkele tellen later weer op zijn benen om de wedstrijd in stijl af te maken tegen een vermoeid ogende Wilder.
De jury oordeelde in de scoreformulieren dat beide vechters elkaar in evenwicht hielden, wat leidde tot een gelijkspel. 
In februari 2020 kwam er een rematch. Die was een groter commercieel succes dan de eerste partij. Fury versloeg Wilder en werd (weer) wereldkampioen. Fury is daardoor nog steeds ongeslagen als bokser, eind februari 2020. In oktober 2021 kreeg Wilder een kans op revanche. In het begin van de partij leek Fury het overwicht te hebben. Wilder ging tegen het canvas in ronde 3. In ronde 4 echter gebeurde het omgekeerde en ging Fury tweemaal neer. Beiden kwamen snel genoeg recht om de kamp voort te zetten, die steeds meer in het voordeel van The Gypsy King kantelde. In ronde 11 mepte Fury een uitgeputte Wilder finaal knock-out. Achteraf kwam er kritiek op de scheidsrechter, die Wilder sneller had moeten verlossen uit zijn lijden.

### Eerste nederlaag
Na 34 overwinningen (en één onbesliste match) leed Fury op 18 mei 2024 zijn eerste nederlaag, tegen Oleksandr Usyk. In december van dat jaar troffen Usyk en Fury elkaar opnieuw voor een gevecht om de titels van WBA, WBO en WBC. De jury koos Usyk wederom als winnaar.

## World Wrestling Entertainment
Tijdens de Fox première van WWE SmackDown dook Fury onverwachts op toen hij Braun Strowman confronteerde vanuit het publiek. Op het einde van WWE's flagship show Raw vond een gevecht plaats tussen de twee heren. Fury 'won' door Strowman een harde stoot te geven, terwijl hij zich op de rand van de ring, buiten de touwen, bevond en hij niet binnen tien tellen weer terug in de ring was.

## Persoonlijk
Fury is trots op zijn Traveller-afkomst. Hij noemt zichzelf op Twitter de 'Gypsy King' (Travellers zijn echter geen etnische Roma). Hij komt uit een boksfamilie. Zijn vader John was een profbokser en hij wordt getraind door zijn oom Peter. Zijn neven Andy Lee en Hughie Fury zijn ook profbokser.